# Карл Аріо
Карл Аріо (або Кароль Аріо, 1896, м. Кам'янка-Бузька, нині Львівська область — 1959, Західна Німеччина) — австрійський та український військовий діяч, поручник, начальник штабу 14-ї бригади УГА.

## Життєпис
Народився в місті Кам'янка Струмилова (нині Кам'янка-Бузька, Львівська область). До Першої світової війни проживав у Перемишлі та навчався в місцевій українській гімназії.
Служив у званні лейтенанта у 19-му піхотному полку ландверу Австро-угорської армії.
Приєднався до УГА наприкінці 1918 року. Учасник встановлення української влади в Перемишлі. 17 січня 1919 року потрапив до польського полону, перебував у таборі Домб'є, але зумів утекти. У першій половині 1919 року служив у корпусі Січових стрільців Армії УНР.
12 червня 1919 року призначений начальником штабу 14-ї бригади УГА.
У травні 1920 року знову потрапив у польський полон — у Львові, у таборі на Ялівці, а згодом у червні 1920-го в таборі в Тухолі, на Помор'ю. 17 липня 1920 року утік з табору. У 1921 році у військовому таборі УГА в місті Йозефів, Чехословаччина, де був членом оргкомітету з проведення Франкового свята.
Після війни був активістом німецької підпільної організації в Нижній Сілезії. Здобував теологічну освіту у Відні, Базелі і Марбургу. З 1924 року працював у журналістиці, у 1926 році — у газеті «Nazio», яка була об'єднаним виданням для національних меншин Польщі: німців, українців, євреїв і білорусів. З 1928 року на посаді завідувача відділу політики газети «Kattowitzer Zeitung» — друкованого органу Німецької партії, легальної політичної партії німецького населення польської Сілезії. У 1930-их — кореспондент кількох німецьких видань у Варшаві, член Клубу закордонних журналістів польського Сейму.
У 1942—1943 роках працював на посаді керівника українського представництва інформагентства Німецька Пресова Служба, головний редактор газети «Українська кореспонденція», яку видавали в місті Рівне, тодішній столиці Райхскомісаріату «Україна». Письменник Улас Самчук, який був у той час його підлеглим, згадував, що Аріо використовував свої зв'язки серед окупаційної адміністрації, щоби звільнити кількох українців із нацистських тюрем.
Після Другої світової війни на журналістській роботі у столиці ФРН Бонні. У 1950-х працював чиновником Міністерства ФРН із питань преси, контролював діяльність журналістів із країн Східного Блоку в Західній Німеччині.
Помер 27 серпня 1959 року.

## Публікації
- Карл Аріо. «Нарис історії XIV бригади» (1930)
- Карл Аріо. «Боротьба за існування православної церкви в Польщі»[коли?]